# Castello (Florence)
Castello is een wijk in het noordwesten van de Italiaanse stad Florence. Bestuurlijk valt de wijk onder Quartiere 5 di Firenze. In de wijk bevinden zich verschillende monumentale villa's.

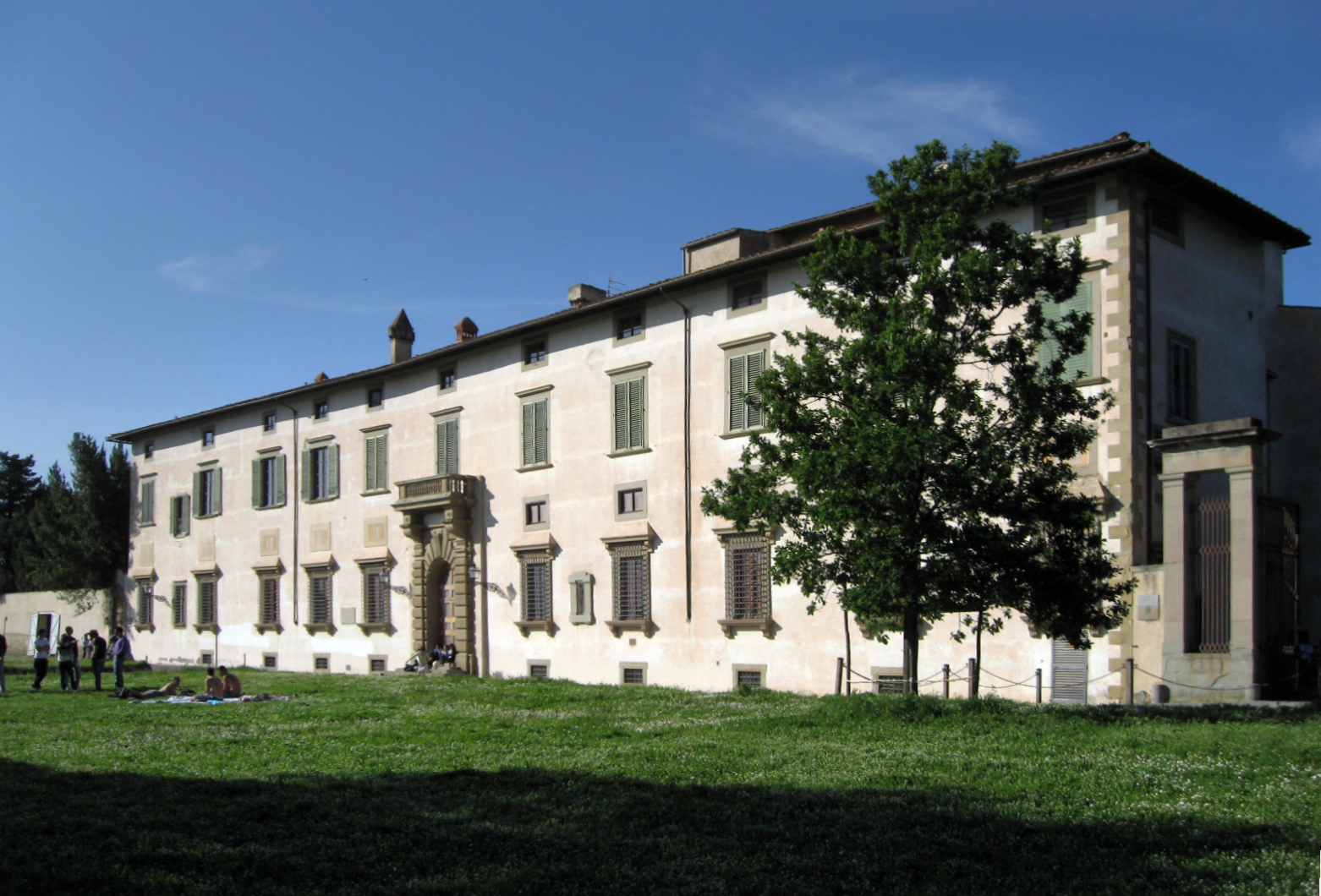
Villa medicea di Castello
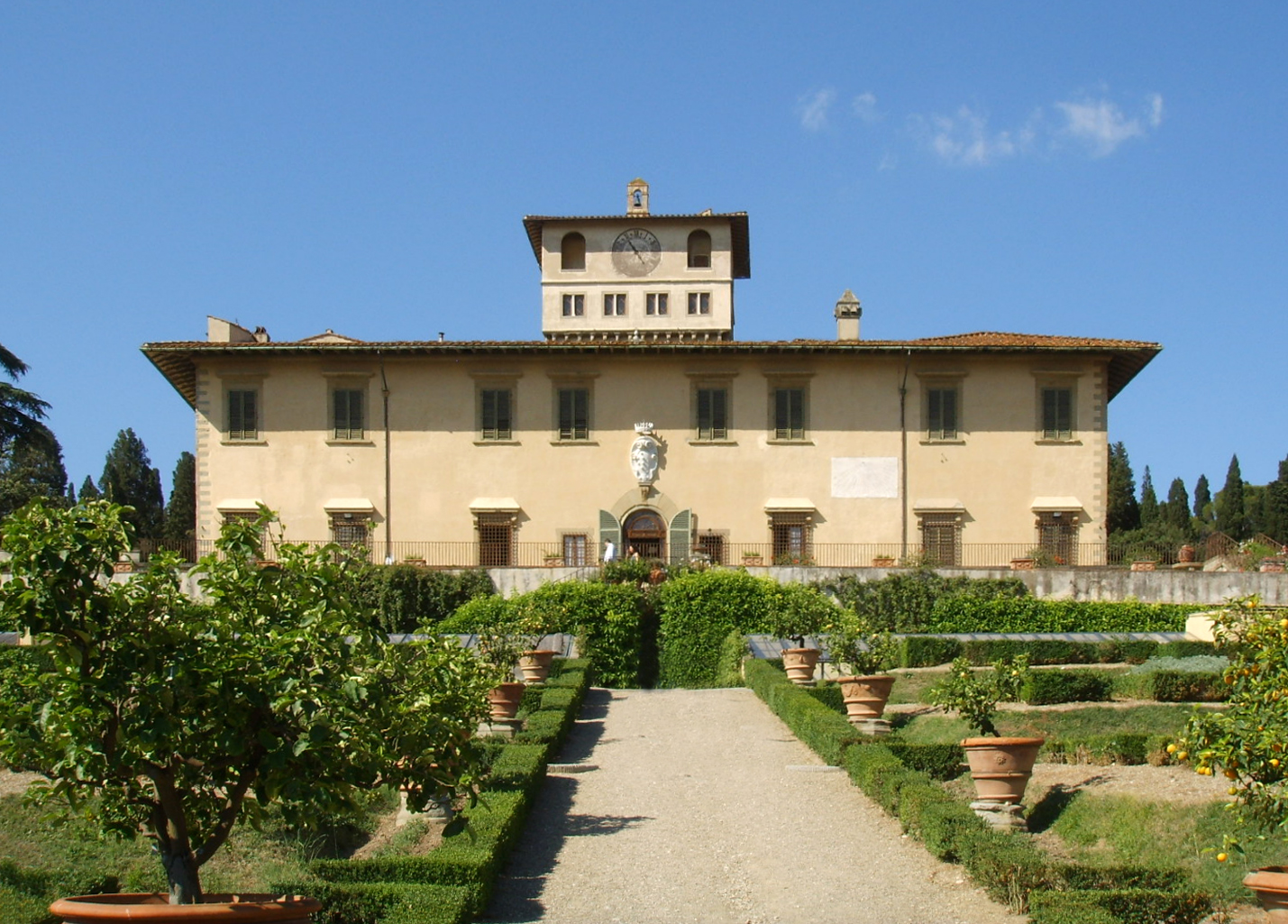
Villa La Petraia